# Fregata typu 053H1Q
Fregata typu 053H1Q (v kódu NATO: Jianghu IV) je fregata Námořnictva Čínské lidové osvobozenecké armády. Jedná se o trup fregaty typu 053H1, upravený pro nesení protiponorkového vrtulníku. Loď je tak specializována k vyhledávání a ničení ponorek. Později sloužila jako cvičná loď. Roku 2019 byla vyřazena a zachována jako muzejní loď v okresní Sing-kuo ve městě Kan-čou.

## Stavba
Jedinou postavenou lodí této třídy je fregata S'-pching (544). Její stavba začala v 15. listopadu 1984 v loděnici Hudong. Na vodu byla spuštěna v 29. září 1985 a v 24. prosince téhož roku loď vstoupila do služby.

## Konstrukce
V dělové věži na přídi se nachází jeden francouzský 100mm kanón Creusot-Loire Compact. Doplňují ho dva 37mm protiletadlové dvoukanóny typu 76. Ve středu lodi se nachází jeden otočný dvojitý kontejner protilodních střel SY-1 s doletem 40 km (kopie sovětských P-15 Termit). Protiponorkovou výzbroj tvoří dva trojhlavňové 324mm protiponorkové torpédomety Alenia B515S, ze kterých jsou odpalována lehká torpéda Whitehead A244S a dva 240mm vrhače raketových hlubinných pum typu 75, umístěné na přídi. Na zádi se nachází plošina a hangár pro operace jednoho protiponorkového vrtulníku Z-9C Chaj-tchun.
Oproti starším fregatám loď dostala pokročilejší elektroniku. Kromě trupového sonaru SJD-5 byla vybavena rovněž sonarem s proměnlivou hloubkou ponoru SJD-7 (licenční francouzský DUBA-25). Pohonný systém tvoří dva diesely Hudong 18E390VA pohánějící dva lodní šrouby. Nejvyšší rychlost dosahuje 30 uzlů. Dosah dosáhl 7200 námořních mil.

## Operační služba
S'-pching sloužila v letech 1987–2005 v čínském severním loďstvu. Poté byla převedena k výcviku a změněno jako Lü-šun v roce 2010.